# Acantholimon tenuiflorum
Acantholimon tenuiflorum är en triftväxtart som beskrevs av Pierre Edmond Boissier. Acantholimon tenuiflorum ingår i släktet Acantholimon och familjen triftväxter. Inga underarter finns listade i Catalogue of Life.